# Бургундское королевство
Бургундское королевство (фр. Royaume de Bourgogne) — средневековое государственное образование, существовавшее в X—XIV веках на территории современной юго-восточной Франции (области Прованс, Дофине, Савойя, Франш-Конте) и западной Швейцарии. По латинскому названию своей столицы — Арля, Бургундское королевство также получило известность под именем Арелат или Арелатское государство.
Возникло после объединения в 933 году королевств Верхней и Нижней Бургундии. В 1032—1034 годах государство после смерти бездетного короля Рудольфа III и последовавшей за ней войны за Бургундское наследство вошло в состав Священной Римской империи в качестве третьего королевства, наряду с Германией и Италией. Позднее Бургундское королевство распалось на ряд более мелких феодальных владений (наиболее известные из них — графства Прованс и Савойя, пфальцграфство Бургундское), бо́льшая часть которых была постепенно присоединена к Франции.
Современная историческая область и регион Бургундия никогда не входила в состав Бургундского королевства, оставаясь герцогством под сюзеренитетом королей Франции.

## Возникновение
Происхождение Арелатского государства связано с франкским королевством Бургундия, существовавшим с перерывами с VI по VIII век в качестве одного из трёх основных королевств Меровингов, наряду с Австразией и Нейстрией. Франкская Бургундия, в свою очередь, занимала территорию королевства древнегерманского племени бургундов, покорённых в 534 году сыновьями Хлодвига I Хильдебертом и Хлотарем. После образования империи Карла Великого эти земли были включены в состав единого Франкского государства.
Традиции бургундской государственности сохранились и в X веке: после распада империи Карла Великого в результате Верденского договора 843 года территория древней Бургундии, то есть земли по берегам Роны и Соны от Луары до Альп, вошла в состав «Срединного королевства» Лотаря I, которое также включало Лотарингию и Италию. Лишь небольшая северо-западная часть франкской Бургундии к западу от Соны была передана Западно-Франкскому королевству (будущая Франция) и стала позднее территориальной основой Бургундского герцогства.
Со смертью Лотаря I в 855 году его государство также распалось: Италию и титул императора получил старший сын Людовик II, Лотарингию — средний сын Лотарь II, а Бургундия, включая Прованс, досталась младшему сыну Карлу. Центр королевства Карла находился в Провансе и оно получило название королевство Прованс (лат. Regnum Provinciae). Но после смерти короля Карла в 863 году его государство прекратило существование: северная часть (Верхняя Бургундия) отошла к Лотарю II, а южная (Нижняя Бургундия) — к Людовику II. Наконец, в 870 году был заключён Мерсенский договор, в соответствии с которым Верхняя Бургундия была присоединена к Восточно-Франкскому королевству (будущая Германия), а земли вдоль нижнего и среднего течения Роны перешли под власть Западно-Франкского королевства. Остальные земли Нижней Бургундии (включая Прованс) перешли к западно-франкскому королю Карлу II Лысому после смерти в 875 году короля Италии Людовика II, сына Лотаря I.
Однако местная аристократия выступила против вхождения Бургундии в состав этих крупных государственных образований: в 879 году в Нижней Бургундии, а в 888 году в Верхней Бургундии вспыхнули восстания, приведшие к образованию независимых королевств. В состав королевства Нижняя Бургундия со столицей во Вьене вошли будущие исторические области Прованс, Дофине, Конта-Венессен, Савойя, Лионне, Виваре, Форе и Бресс. Королевство Верхняя Бургундия со столицей в Женеве включало Франш-Конте, Шабле и западную половину современной Швейцарии.
В 933 году между королём Верхней Бургундии Рудольфом II и правителем Нижней Бургундии Гуго Арльским было заключено соглашение, в соответствии с которым Гуго уступал Рудольфу II Нижнюю Бургундию взамен на отказ последнего от итальянской короны. В результате оба бургундских государства были объединены под властью Рудольфа II, который стал первым королём объединённого Бургундского королевства. Столицей нового государственного образования стал город Арль в дельте Роны, латинское название которого Арелат (лат. Arelate) стало использоваться для именования Бургундского королевства.

## Политическое развитие

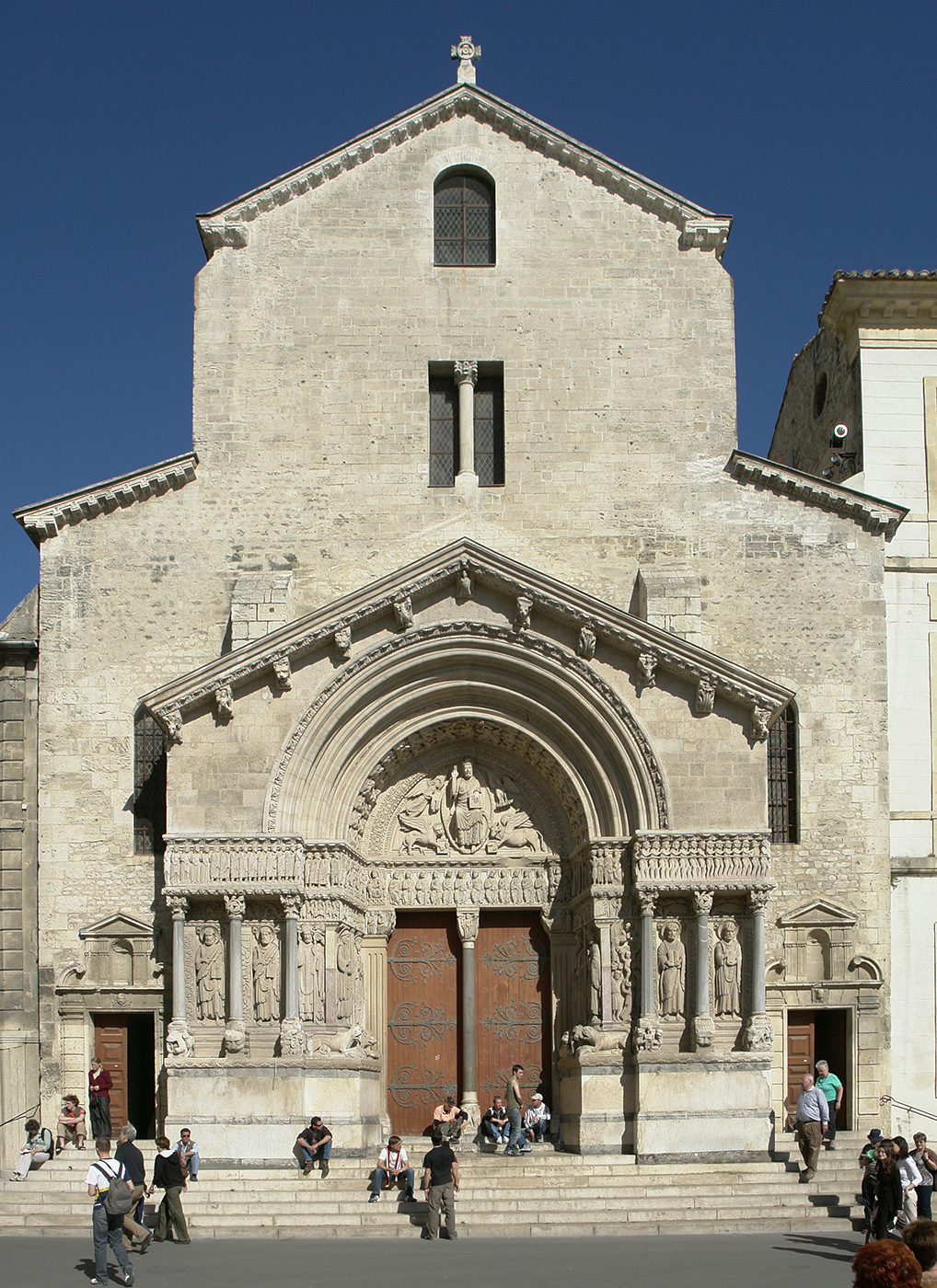
Собор Св. Трофима в Арле — место коронации королей Бургундии

Центральная власть в Арелатском государстве оставалась достаточно слабой. Уже к моменту его создания процессы феодализации зашли достаточно далеко, что привело к формированию местной наследственной аристократии и расширению её самостоятельности. Сохранялись также определённый уровень автономии Верхней Бургундии, слабо подчинявшейся власти короля в Арле. Правящая династия, ведущая своё происхождение от Вельфов, встречала противодействие в регионах со стороны местных феодальных баронов, находившихся в родстве с бывшим нижнебургундским королевским домом Бозонидов (Гуго Чёрный, герцог Бургундии, Карл-Константин, граф Вьеннский). Кроме того, государство серьёзно страдало от продолжающихся набегов арабов на южные регионы страны и венгров на Верхнюю Бургундию. Арабские пираты обосновались во Фраксинете на берегу Прованса у Фрежюса, откуда периодически совершали набеги во внутренние области королевства, а также на земли соседних государств — Италии и Германии.
В период правления короля Бургундии Конрада (937—997 годы) государство ориентировалось на Германию и признавало верховенство императоров Священной Римской империи. Если в 930-х годах арабам удавалось доходить до Женевы и Вале, то благодаря энергичным действиям Гийома I, графа Арльского, в 970-х годах удалось разгромить арабов и разрушить их цитадель Фраксинет. В результате Прованс был освобождён, а арабы окончательно изгнаны из страны.
Преемник короля Конрада Рудольф III (997—1032 годы) столкнулся с ростом сепаратизма местных баронов, прежде всего графов Бургундских, а также с давлением со стороны германского императора Генриха II, приходящимся Рудольфу племянником по матери, который вынудил бездетного короля объявить его своим наследником в 1016 году. После смерти Рудольфа III в 1032 году германский император Конрад II предъявил претензии на престол Бургундии. В 1034 году бургундская аристократия и духовенство избрали Конрада II своим королём и принесли ему оммаж. Это означало вхождение Бургундии в состав Священной Римской империи на правах третьего королевства, наряду с Германией и Италией.

## Распад
Титул короля Бургундии продолжал принадлежать императорам Священной Римской империи до её роспуска в 1806 году. Хотя королевство формально оставалось отдельной единицей империи, фактически оно потеряло самостоятельность, став владением императоров. В то же время центральная власть в стране резко ослабла, и Бургундия распалась на несколько полунезависимых княжеств. Дальнейшее раздробление привело к превращению этих владений в несколько десятков графств, епископств, сеньорий и вольных городов на территории королевства.
К концу XII века наибольшее влияние в регионе приобрели пфальцграфы Бургундии и графы Савойи на севере государства, дофины Вьеннские и графы Прованса на юге. Фактически стали независимыми княжествами епископства Базеля, Лозанны, Женевы и Сьона. Одновременно началось проникновение на территорию королевства иностранных монархий: Авиньон и Валентинуа попали под власть графов Тулузы, в центральной и северной Швейцарии укрепились Церингены, носившие титул «ректоров Бургундии», а в Провансе с 1130 года стала править младшая линия графов Барселоны и королей Арагона.
В 1246 году Прованс унаследовал французский принц Карл I Анжуйский, что окончательно вывело эту территорию из орбиты влияния империи. Последняя коронация германских императоров королями Бургундии в Арле состоялась в 1365 году.
Параллельно с ослаблением центральной власти происходило усиление давления со стороны Франции: уже в 1137 году под сюзеренитет французского короля перешёл Форе.

## Имперское королевство
В 1032 году Рудольф III умер, не оставив наследников, и по договору 1006 года королевство перешло к преемнику Генриха — императору Конраду II, а Арелат был включен в состав Священной Римской империи, хотя территории королевства находились под управлением со значительной автономией. Хотя с того времени императоры носили титул «король Арля», немногие шли на коронацию в Арльском соборе. Исключением был Фридрих Барбаросса, который в 1157 году провел сейм в Безансоне, а в 1178 году был коронован королем Бургундии архиепископом Арля.
Престол Виваре в Вивье был первой из территорий королевства, которая постепенно была присоединена к Франции в течение XIII в. с официальным признанием в 1306 год.:37 Лионне было практически вне досягаемости власти империи с конца XII в., присоединение к Франции было результатом внутренних конфликтов между архиепископом Лиона, главой собора и городским советом. Процесс был завершён в начале XIV в. и оформлен договором 1312 г. между архиепископом Петром Савойским и французским королём Филиппом IV. Император Генрих VII протестовал против этого, но серьёзно не оспаривал его.:37 Дофине был фактически аннексирован Францией в результате ряда в значительной степени случайных событий между 1343 и 1349 годами, но вопрос о том, имел ли король или император абсолютную власть над ним, оставался неясным вплоть до XV в.:39-40. С 1246 г. Графство Прованс управлялось младшей ветвью королей Франции (Анжу-Сицилийский дом), но формально стало частью Франции только после смерти Карла IV 11 декабря 1481 г.:41 В 1305 году в состав Франции было включено Виваре, Конта-Венессен стал владением римских пап, а Авиньон на некоторое время — местом их официальной резиденции.
Между 1277 и 1279 годами граф Прованса и король Сицилии Карл I Анжуйский, король Германии и претендент на императорскую корону Рудольф Габсбург и вдовствующая королева Франции Маргарита Прованская урегулировали спор о статусе графства Прованс и также из-за попытки Рудольфа стать единственным имперским кандидатом. Рудольф согласился, что его дочь Клеменция Габсбургская выйдет замуж за внука Карла Карла Мартела Анжуйского, получив в качестве приданого все королевство Арелат. Взамен Карл поддержал бы передачу императорской короны по наследству в доме Габсбургов. Папа Римский Николай III ожидал, что Северная Италия станет королевством и выйдет из под власти империи, будучи переданным его семье Орсини. В 1282 г. Карл был готов отправить детскую пару, чтобы вернуть себе старый королевский титул королей Арля, но война Сицилийской вечерни сорвала его планы.
4 июня 1365 года Карл IV был последним императором, коронованным в Арле, после почти двухвекового перерыва после предыдущей коронации Фридриха I в 1178 году.Однако эта попытка возродить имперскую власть над королевством не увенчалась успехом, и, как следствие, Карл присоединил Савойское графство к королевству Германия.:36
Во время своего визита в Париж в начале 1378 года Карл IV даровал титул имперского викария в Королевстве Арль девятилетнему дофину Франции Карлу, но только на всю его жизнь (то есть не по прямой линии). Титул «Король Арля» оставался одним из второстепенных титулов императора Священной Римской империи до распада империи в 1806 году. Архиепископ Трирский продолжал действовать в качестве архиканцлера Бургундии/Арля, как это было закреплено Золотой буллой 1356 года.
В 1384 году Франш-Конте попало под власть Филиппа II Смелого, герцога Бургундии, что привело к присоединению этой территории к владениям французского Бургундского дома, после прекращения которого в 1480 году Франш-Конте оказалось под контролем Габсбургов, а в 1678 году было завоёвано Францией.

## Список королей Бургундии

### Каролинги
- 855—869 : Лотарь II, король Лотарингии;
- 855—863 : Карл, король Прованса;

- 863—875 : Людовик II, император Запада;
- 875—877 : Карл II Лысый, император Запада;
- 877—879 : Людовик II Заика, король Франции;

### Короли Нижней Бургундии
- 879—887 : Бозон Вьеннский, король Нижней Бургундии;
- 887—928 : Людовик III Слепой, король Нижней Бургундии, император Запада;
- 928—933 : Гуго, король Италии;

### Короли Верхней Бургундии
- 888—912 : Рудольф I, король Верхней Бургундии;
- 912—937 : Рудольф II, король Верхней Бургундии, с 933 г. — король Нижней Бургундии;

### Короли Бургундии (Арелата)
- 933—937 : Рудольф II, король Бургундии;
- 937—993 : Конрад I, король Бургундии;
- 993—1032 : Рудольф III, король Бургундии.
- 1034 : вхождение Бургундии в состав Священной Римской империи.

Список дальнейших королей Бургундии — императоров Священной Римской империи см.:
 Список императоров Священной Римской империи.